# Wohnhaus Regentenstraße 19a (Berlin)

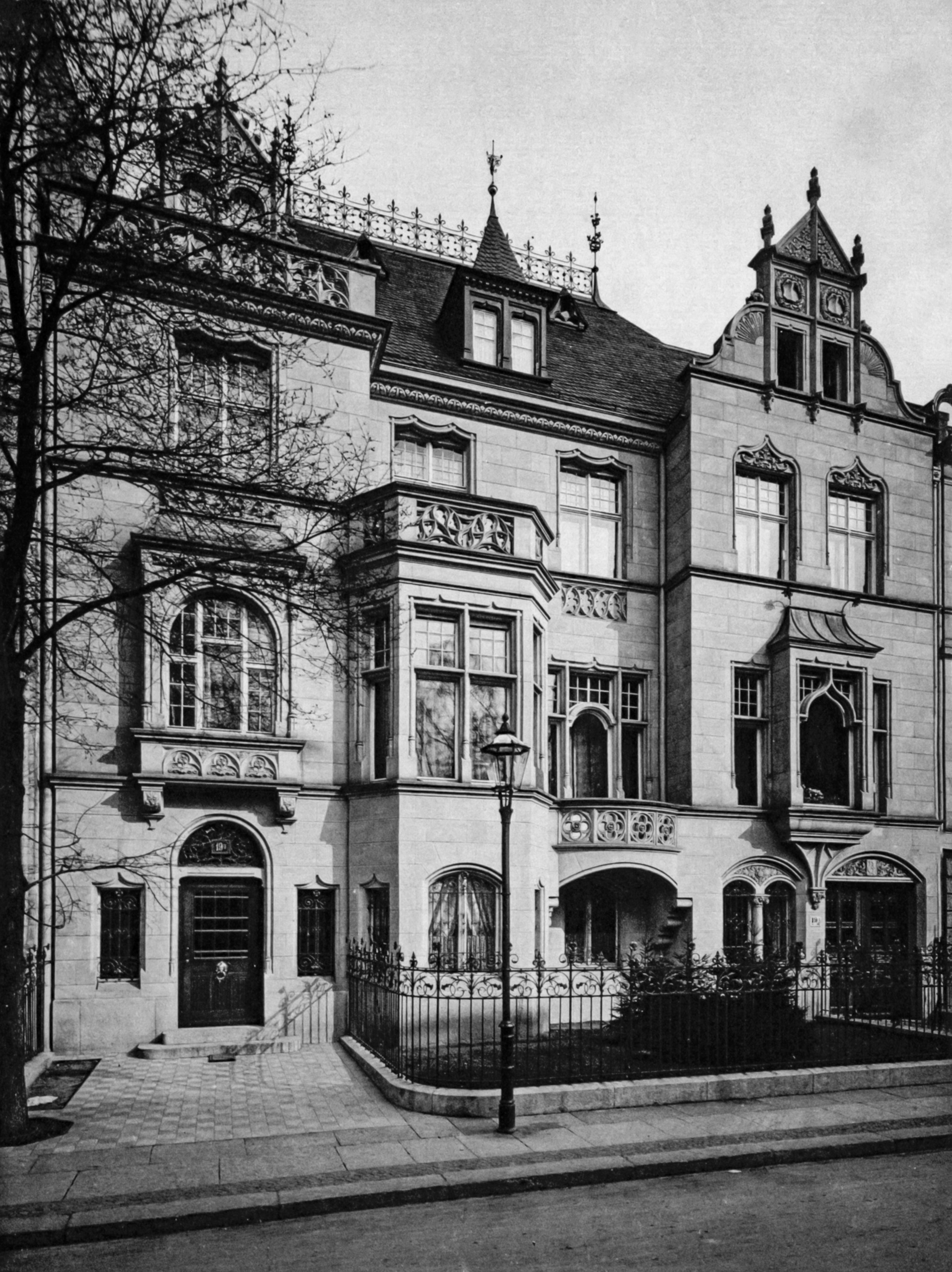
Ansicht 1897

Das Wohnhaus Regentenstraße 19a war eine nach Plänen des Architekturbüros Kayser & von Großheim 1895/96 für den jüdischen Bankier Oscar Rothschild errichtete Stadtvilla in Berlin-Tiergarten. 1909 verkaufte er das Haus Regentenstraße 19a an den Verleger Otto Eysler, der es durch das Architekturbüro Hart & Lesser umfassend umbauen ließ. Eysler verkaufte das Gebäude 1916 an Karl Sieveking, dem hanseatischen Gesandten in Preußen. Dieser nutzte die Villa als Wohnsitz und richtete darin die Räume für die Gesandtschaft ein. Die Neuordnung der Beziehungen zwischen den deutschen Ländern in der Weimarer Verfassung von 1919 führte 1920 zur Auflösung der Hanseatischen Gesandtschaft. Anschließen erwarb die Erste Tschechoslowakische Republik die Villa. Sie nutzte das Gebäude als Residenz des tschechoslowakischen Botschafters. 1932 passte der tschechische Architekt Alois Mazera die Innenräume an die veränderten Bedürfnisse und den geänderten Zeitgeschmack an.
Bei der Umbenennung der Regentenstraße in Großadmiral-Prinz-Heinrich-Straße 1935 erhielt das Haus neu die Nummer 11. Nach den Planungen der Nationalsozialisten sollte das Haus zusammen mit den Nachbarhäuser abgerissen werden für den von Wilhelm Kreis entworfene Gebäudekomplex für das Oberkommando des Heeres. Die Tschechoslowakei sollte einen Ersatzbau für die Botschaft und die Residenz des Botschafters in der Rauchstraße 22 erhalten. Mit der Zerschlagung der Tschechoslowakei im März 1939 verloren Botschaft und Residenz ihre Funktion. Zudem stoppte der Beginn des Zweiten Weltkriegs im September 1939 die Arbeiten für das Oberkommando des Heeres. Als Übergangslösung nutzte der aus der Zerschlagung der Tschechoslowakei hervorgegangene Slowakische Staat die Villa als Botschaft. Gegen Ende des Krieges zerstörten Bomben das Gebäude. Das Grundstück, seit 1945 mit der Adresse Hitzigallee 11, kam erneut in den Besitz der Tschechoslowakei, die es 1963 dem Land Berlin verkaufte. Heute ist es mit seinen Nachbarparzellen und der eingezogenen nördlichen Regentenstraße bebaut mit der 1998 eröffneten Gemäldegalerie.

## Lage und Vorgängerbau

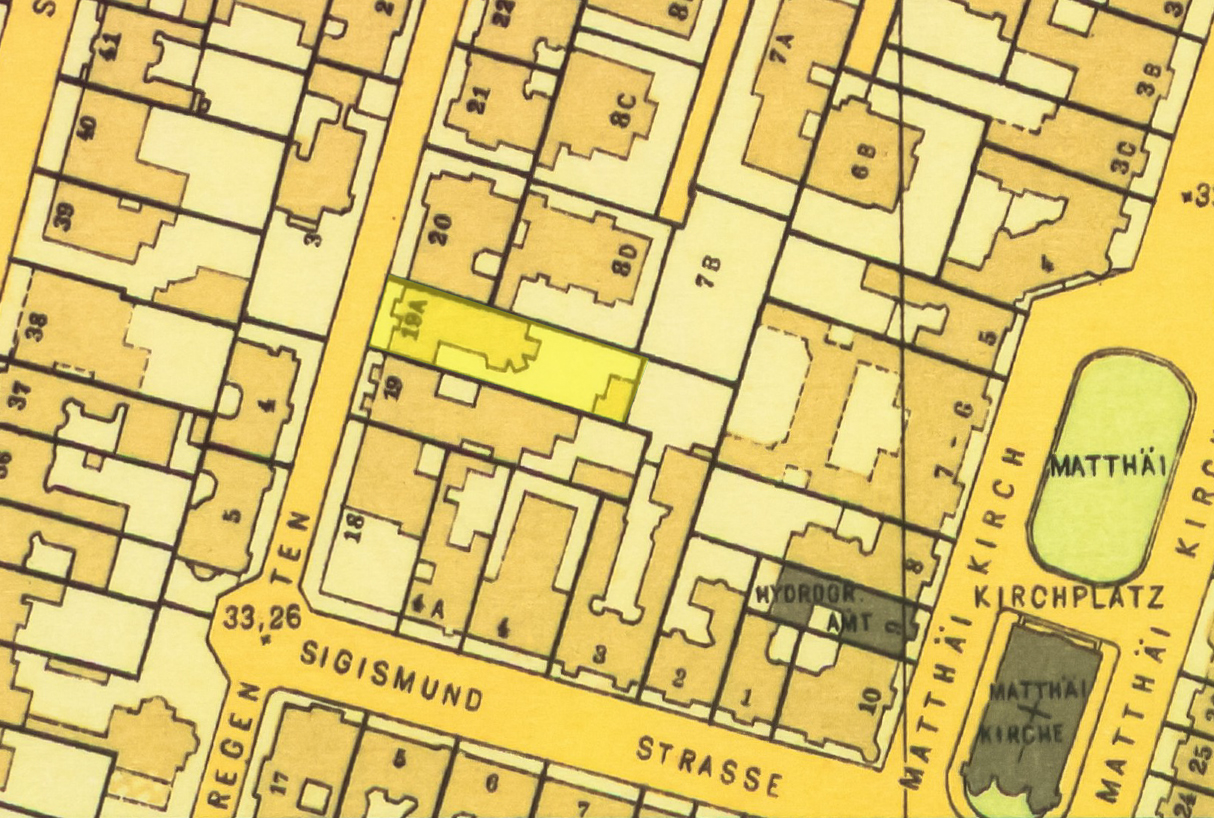
Lageplan Regentenstraße 19a, Parzelle gelblich markiert

Das Wohnhaus Regentenstraße 19a gehört zu den Nachfolgebauten der Villa Lehmann. Die vom Architekten Gustav Adolph Linke für den Stadtgerichtsrat Julius Carl Lehmann entworfene Villa stand auf dem nördlichen Eckgrundstück Sigismundstraße/Regentenstraße, der heutigen Hitzigallee. Die Regentenstraße hatte Lehmann 1859 als Bauinvestor auf dem vormaligen Grundstück Tiergartenstraße 9 als Verbindungsstraße zwischen Tiergartenstraße und Grabenstraße, dem heutigen Reichpietschufer, anlegen lassen. Nach seinem Tod verkauften die Erben das große Grundstück 1893 dem Architekturbüro Kayser & von Großheim. Die Architekten ließen die Villa Lehmann und das dazugehörige Nebengebäude abreißen und das Gelände neu parzellieren. Auf den nunmehr fünf Parzellen entstanden vier Stadtvillen, darunter die anstoßende Villa Joest, die heute noch erhaltene, in die Gemäldegalerie integrierte Villa Parey, sowie das Hofmann-Haus der Deutschen Chemischen Gesellschaft. Diese Neubebauung widerspiegelt typisch einerseits die zunehmende Verdichtung der Bebauung im Tiergartenviertel, andererseits aber auch das Vordringen institutioneller und staatlicher Bauherren in das bisherige Wohnviertel, das sich durch das Wachstum Berlins zu einer zentralen Lage entwickelte.

## Bauherr
Der Bankier Oscar Rothschild erwarb 1894 von Kayser & von Großheim die nördlichste Bauparzelle des ehemaligen Grundstücks der Villa Lehmann. Seit 1885 besaß Rothschild ein Haus in der Genthiner Straße 19. Er hatte zuvor bereits an der Regentenstraße 13 im Haus seiner Eltern gelebt. Das Elternhaus war unterdessen in den Besitz seines jüngeren Bruders Louis Rothschild, ebenfalls Bankier, gelangt. Der Bau der Stadtvilla stand am Anfang eines neuen Lebensabschnitts: die Inhaber des Bankhauses S. & L. Rothschild hatten beschlossen, die Firma auf den 1. Januar 1894 aufzulösen. Während die Mitinhaber eigene Bankhäuser eröffneten, zog sich Oscar Rothschild ins Privatleben zurück und widmete sich seinen zahlreichen Mandaten als Aufsichtsrat verschiedener Unternehmen.
Die bei der Baupolizei eingereichten Baupläne für ein zwischen Nachbarhäusern eingebautes Wohnhaus mit separatem Stallgebäude datieren vom 10. Mai 1895. Im Juni und Juli 1895 eingereichte Änderungen betreffen hauptsächlich Veränderungen am nordwestlichen Lichthof und der Gartenfassade durch ein Blumenhaus, die Umwandlung der geplanten Terrasse in eine Gartenhalle sowie geänderte Balkone an der Rückseite. Die baupolizeiliche Prüfung war am 30. August abgeschlossen und der Bauschein datiert vom 5. September 1895. So starteten die Bauarbeiten im Herbst 1895, die Bauleitung übernahm der Architekt G. Fieck. Im September 1896 waren sie abgeschlossen und die Mitglieder der Vereinigung Berliner Architekten konnten den Neubau zusammen mit der ebenfalls fertiggestellten Villa Parey an der Sigismundstraße 4 besichtigen. Das Berliner Adressbuch verzeichnet Oscar Rothschild ab 1897 an der neuen Adresse.
Die Gesamtkosten für das Wohnhaus summierten sich auf rund 283.000 Mark. Davon entfielen 255.075 Mark auf das Haupthaus, inklusive der Kosten von 16.000 für die Sandsteinfassade an der Straße. Das Stallgebäude kostete 22.000 Mark, dazu kamen noch 6.000 Mark für Frontgitter und Zäune sowie für die Gartengestaltung und die Asphaltierung des Hofes.

## Baubeschreibung

### Gliederung

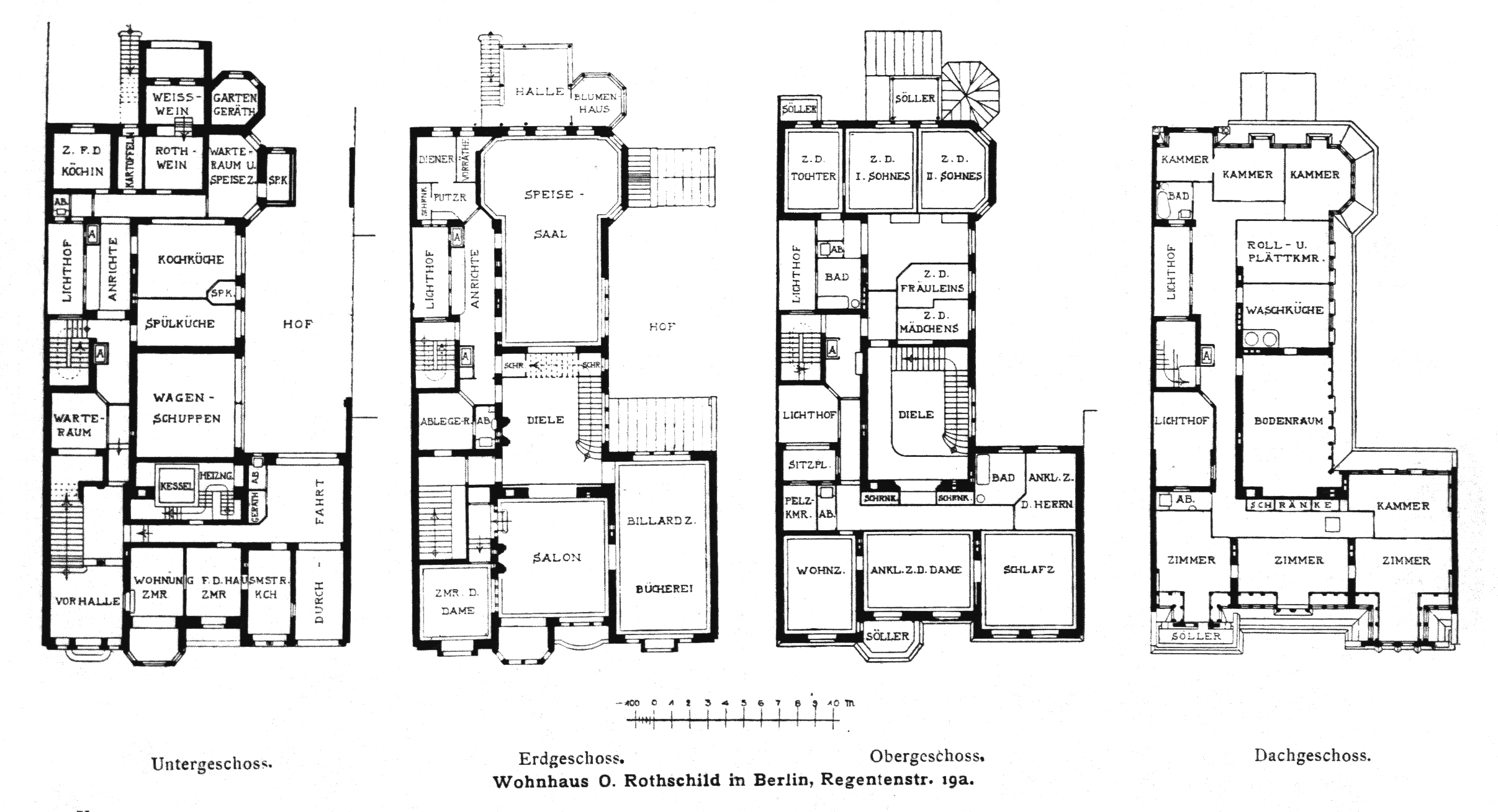
Grundrisse

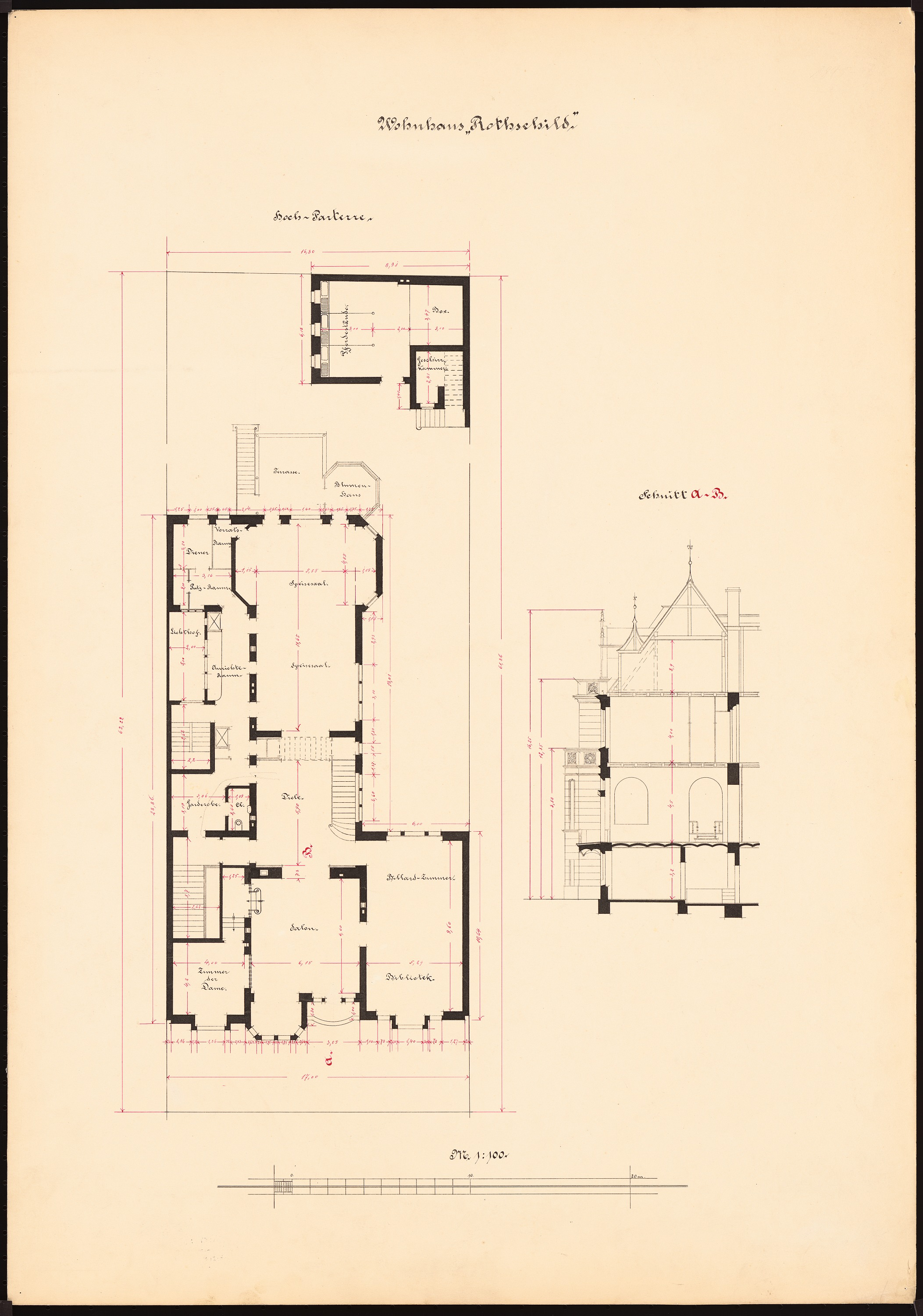
Grundriss Hochparterre mit Stallgebäude, Schnitt

Die beinahe rechteckige Parzelle war an der Straßenfront 17,0 Meter breit und ungefähr 68 Meter tief, wobei ein rund 5 Meter breiter Streifen als Vorgarten nicht bebaubar war. Das Haus bedeckte eine Grundfläche von 455 Quadratmeter und gliederte sich in das Haupthaus entlang der Regentenstraße, einen Seitenflügel an der nördlichen Grundstücksgrenze und ein Hinterhaus gegen den Garten. Das Stallgebäude an der östlichen Grenze nahm eine Fläche von 63 Quadratmetern ein.
Ein schmiedeeiserner Gartenzaun auf einem Granitsockel trennte Vorgarten und Haus von Straße. Im Sockelgeschoss auf der linken Seite erschloss eine mit zwei Torflügeln verschlossenen Durchfahrt mit leichtem Gefälle den Hof. Seine Größe wurde durch den südlich anstoßenden Hofraum des Wohnhauses Regentenstraße 19 verdoppelt, was die Beleuchtung der Räume im Seitenflügel deutlich verbesserte. Der Haupteingang auf der rechten Seite verband mit dem Vestibül, wo eine breite Holztreppe ins hochgelegene Erdgeschoss führte. Auf der Straßenseite zwischen den beiden Eingängen lag die Wohnung des Hausmeisters mit zwei Zimmern und Küche. Im straßenabgewandten Teil des Vorderhauses, durch einen Korridor getrennt von der Hausmeisterwohnung, befanden sich der Heizungsraum mit der Zentralheizung, geliefert von der Firma Rietschel & Henneberg.
Im Seitenflügel lagen auf der Hofseite Küche und Spülküche, dahinter die Anrichte mit handbetriebenem Speiseaufzug und ein kleiner Lichthof. Alle Koch- und Bratapparate, geliefert von der Firma C. A. Schuppmann, wurden mit Gas betrieben. Eine Nebentreppe verband das Sockelgeschoss mit allen Geschossen der Villa. Die Wagenremise hatten die Architekten abweichend von ihrer üblichen Planung hierher verlegt, um das Stallgebäude möglichst klein zu halten und damit mehr Platz für den Garten zu erzielen. Der Hof war auf der Einfahrtseite der Remise gegen das Vorderhaus glasüberdacht, um auch bei schlechtem Wetter ein bequemes Ein- und Aussteigen aus den Wagen zu ermöglichte. Eine als Pergola ausgebildete Durchfahrt begrenzte ihn auf der Ostseite gegen den Garten und das Stallgebäude. Im Hinterhaus fand sich neben dem Schlafzimmer für die Köchin und dem kombinierten Speise- und Wartezimmer für die Bediensteten Platz für weitere Nebenräume wie Rot- und Weißweinkeller, Speisekammer und ein Raum für Gartengeräte.
Im hochgelegenen Erdgeschoss mit einer Raumhöhe von 4,5 Metern gruppierten sich die Gesellschaftsräume um die durch Erd- und Obergeschoss reichende große Diele mit der Haupttreppe aus Eichenholz. Erhellt wurde die Diele durch drei gekuppelte Fenster gegen den Hof, deren Brüstungen dem Verlauf der Treppe folgten. In der Mittelachse des Gebäudes ergab sich so mit Salon, Diele und Speisesaal eine Folge repräsentativer Räume, im Vorderhaus flankiert auf der linken Seite vom Herrenzimmer als kombiniertes Billard- und Bibliothekszimmer und auf der rechten Seite vom Zimmer der Dame. Sein Boden lag 1 Meter über dem Niveau des Geschosses, um dem darunterliegenden Eingangsvestibül durch größere Raumhöhe repräsentativeren Charakter zu verleihen. Gegen den Garten erweiterten die an den Speisesaal anschließende Gartenhalle mit Treppe zum Garten und das Blumenhaus die Gesellschaftsräume. Die Besucher erreichten die Diele durch einen Korridor am Ende der Treppe im Vestibül, vorbei an der durch ein Oberlicht erhellten Garderobe. Um den hinteren Lichthof an der nördlichen Grundstücksgrenze gruppierten sich mit Anrichte, Dienerzimmer, Putz und Vorratsraum die zur Versorgung der Herrschaften und Gäste erforderlichen Nebenräume.
Die Ausgestaltung der Räume beschrieb die Deutsche Bauzeitung als ohne auffallenden Prunk, aber in grosser Gediegenheit und Gefälligkeit. Ein Teil der Räume war mit Decken und Wandtäfelungen aus Holz ausgeführt. Andere Räume schmückten Stuckaturen, ausgeführt von Carl Hauer. Die Wand- und Deckenmalereien malte Julius Bodenstein. Seine Gestaltung der Decke des Damensalons ist durch eine Abbildung in der Berliner Architekturwelt überliefert. Den Marmor für Wand- und Bodenverkleidungen lieferte die Marmorindustrie Kiefer. Stilistisch orientierte sich die Bauherrschaft an englische Vorbildern und Neorokoko-Ausstattungen. Die Beleuchtungskörper der fortschrittlichen elektrischen Beleuchtung lieferte die AEG. Auf ihre Gestaltung und Anordnung hatte nach dem Bericht der Deutschen Bauzeitung die Hausherrin Anna Dorothea Rothschild weitgehenden Einfluss ausgeübt. Die durch das elektrische Licht ermöglichten vielfältigen Beleuchtungsarten seien genutzt und auch in der Gestaltung der Beleuchtungskörper sei eine große Mannigfaltigkeit angestrebt worden, die zumtheil vor phantastischen Bildungen nicht zurückgeschreckt sei.
Als Kunstsammler waren die Rothschilds nicht bekannt. Allerdings gewann Oscar Rothschild an der Jahresverlosung des deutschen Kunstvereins 1898 den Hauptgewinn, das Gemälde Weiblicher Kopf (Bauernmädchen mit weißem Halstuch) von Wilhelm Leibl. Das Gemälde hing sehr wahrscheinlich in den Gesellschaftsräumen seines Wohnhauses an der Regentenstraße. Später gelangte das Gemälde in die Sammlung des Unternehmers und Kunstsammlers Alexander Levin.
Im zweiten Obergeschoss befanden sich die privaten Wohnräume der Familie Rothschild. Im Vorderhaus lagen das Schlafzimmer der Eltern, Ankleidezimmer für die Dame und den Herrn, ein privates Wohnzimmer, Badezimmer und eine Toilette und ein Zimmer zur Aufbewahrung der Pelze. Im Hinterhaus gegen den Garten lagen die Zimmer der Tochter Agate und der Söhne Fritz und Otto. Der Seitenflügel nahm das Zimmer des Kinderfräuleins und des Dienstmädchens auf sowie Bad und Toilette für die Kinder. Alle Kinderzimmer verfügten über einen Balkon zum Garten.
Das ausgebaute Dachgeschoss bot im Vorderhaus Unterkunft in drei Fremdenzimmern. Die Zimmer der Bediensteten blickten entweder auf den Garten oder in den Hof. Im Seitenflügel gegen den Hof befanden sich Waschküche und Bügelstube und der Bodenraum.

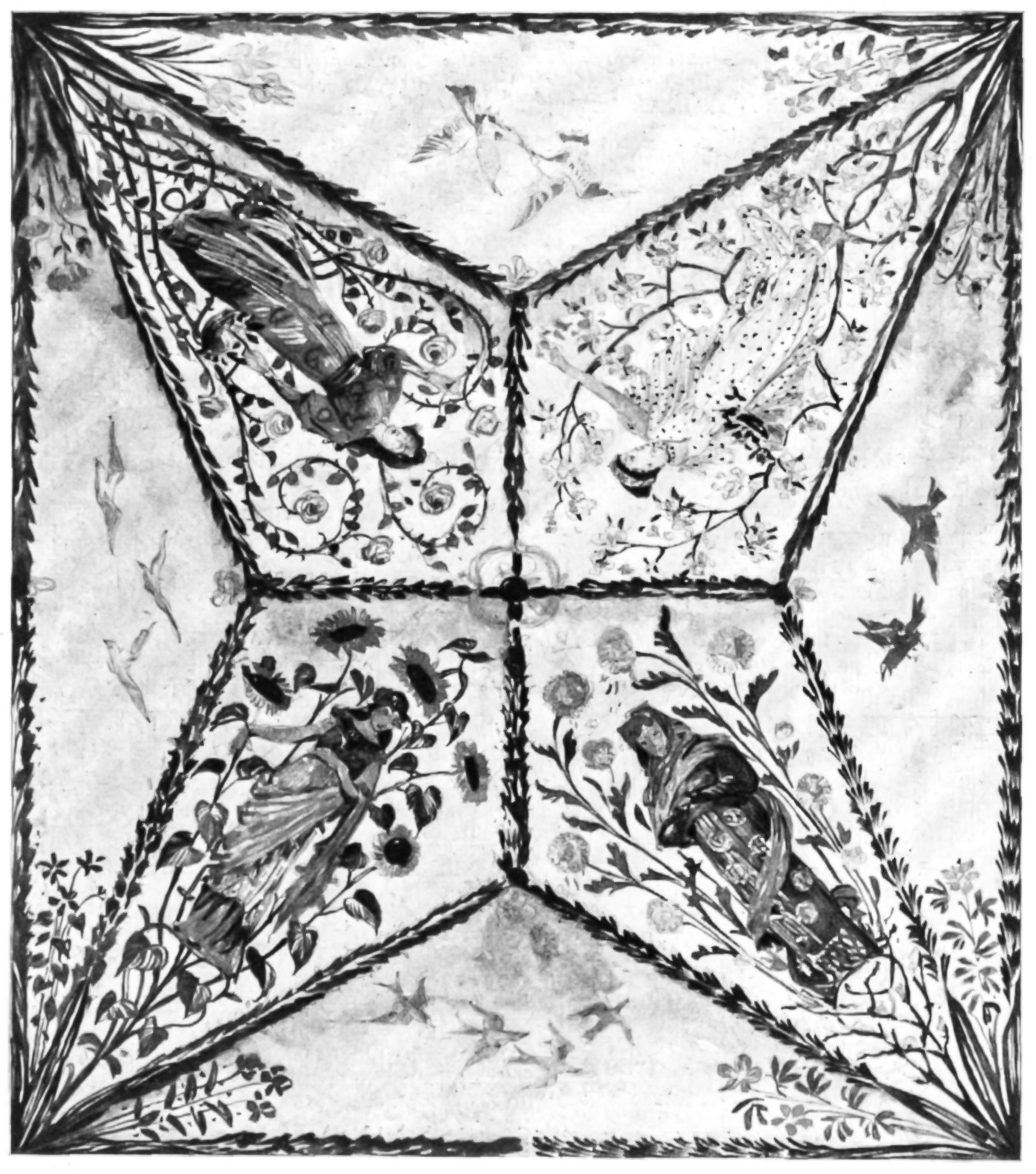
Deckenmalereien im Damenzimmer mit Darstellung der vier Jahreszeiten von Julius Bodenstein
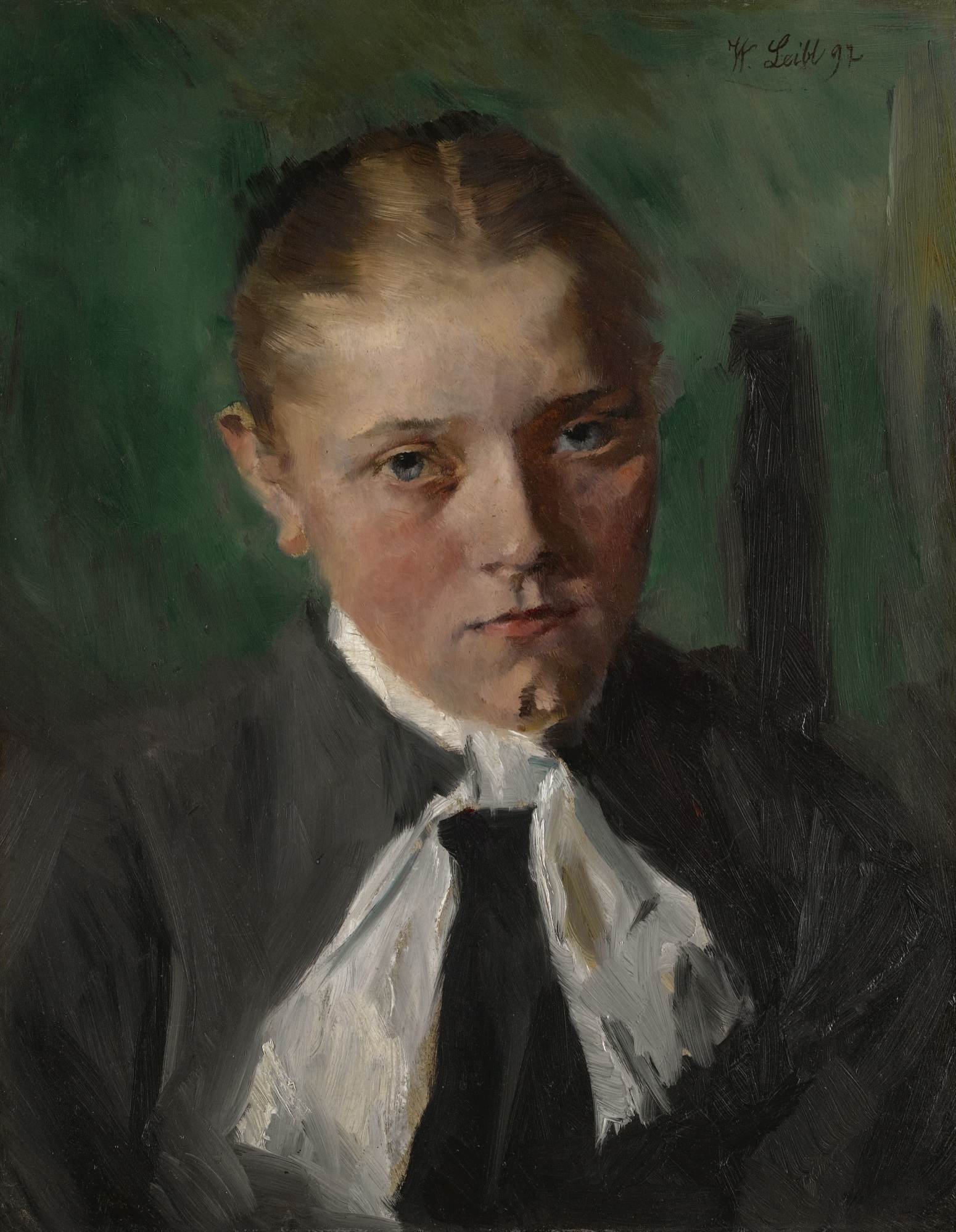
Wilhelm Leibl Bauernmädchen mit weißem Halstuch

### Fassaden
Die repräsentative Straßenfassade aus Hockenauer Sandstein, geliefert von der Firma Philipp Holzmann, nutzte die maximale Höhe der Bauflucht von 12 Metern und die volle Parzellenbreite von 17 Metern. Im historistischen Stil gestaltet inspirierte sie sich an englischen Vorbildern, bediente sich aber auch bei Formen der Gotik und der Frührenaissance. Die Modelle für die Bauplastik entwarf der Bildhauer Ernst Westphal.
Zwei leicht vortretende Seitenrisalite, bekrönt von Giebeln mit im Dachgeschoss, und ein Vorbau gliederten die Fassade vertikal, horizontal übernahmen waagrechte Gesimse auf Höhe der Fensterbänke des ersten und zweiten Obergeschoss diese Aufgabe. Den rundbogigen Hauseingang im linken, einachsigen Seitenrisaliten, flankierten zwei Vorhangbogenfenster. Wie alle Fenster im Erdgeschoss waren sie eher klein und vergittert. Über dem Eingang folgte im ersten Obergeschoss ein von Konsolen getragener Erker, der die erhöhte Lage des dahinterliegenden Damenzimmers geschickt kaschierte. Der links anschließende einachsigen Vorbau endete in einem Balkon im zweiten Obergeschoss. Seine Brüstung war wie viele Fensterbrüstungen im ersten und zweiten Obergeschoss als Blendmaßwerk ausgeführt. Im rechten, zweiachsigen Seitenrisalit lag ganz links die Durchfahrt zum Hof. Ein Erker im ersten Obergeschoss betonte seine Mittelachse. Firstspitzen und Firstgitter bekrönten das steile Dach mit einer großen Dachgaube in der Mittelachse und zwei kleineren Dreiecksgauben auf dem Dachboden.
Weit weniger aufwändig gestaltet waren die Hof- und Gartenfassaden mit weißen Verblendsteinen der Siegersdorfer Werke. Statt aus echtem Stein waren die gliedernden Fassadenelemente wie Gesimse und Fenstereinfassungen mit einem sandsteinartigen Putz ausgeführt, dem die Farbe des grünlichen Schweizer Sandsteins gegeben wurde. Diese Arbeiten führte der Maurermeister Julius Gottheiner aus, der auch den Rohbau des Gebäudes erstellte.

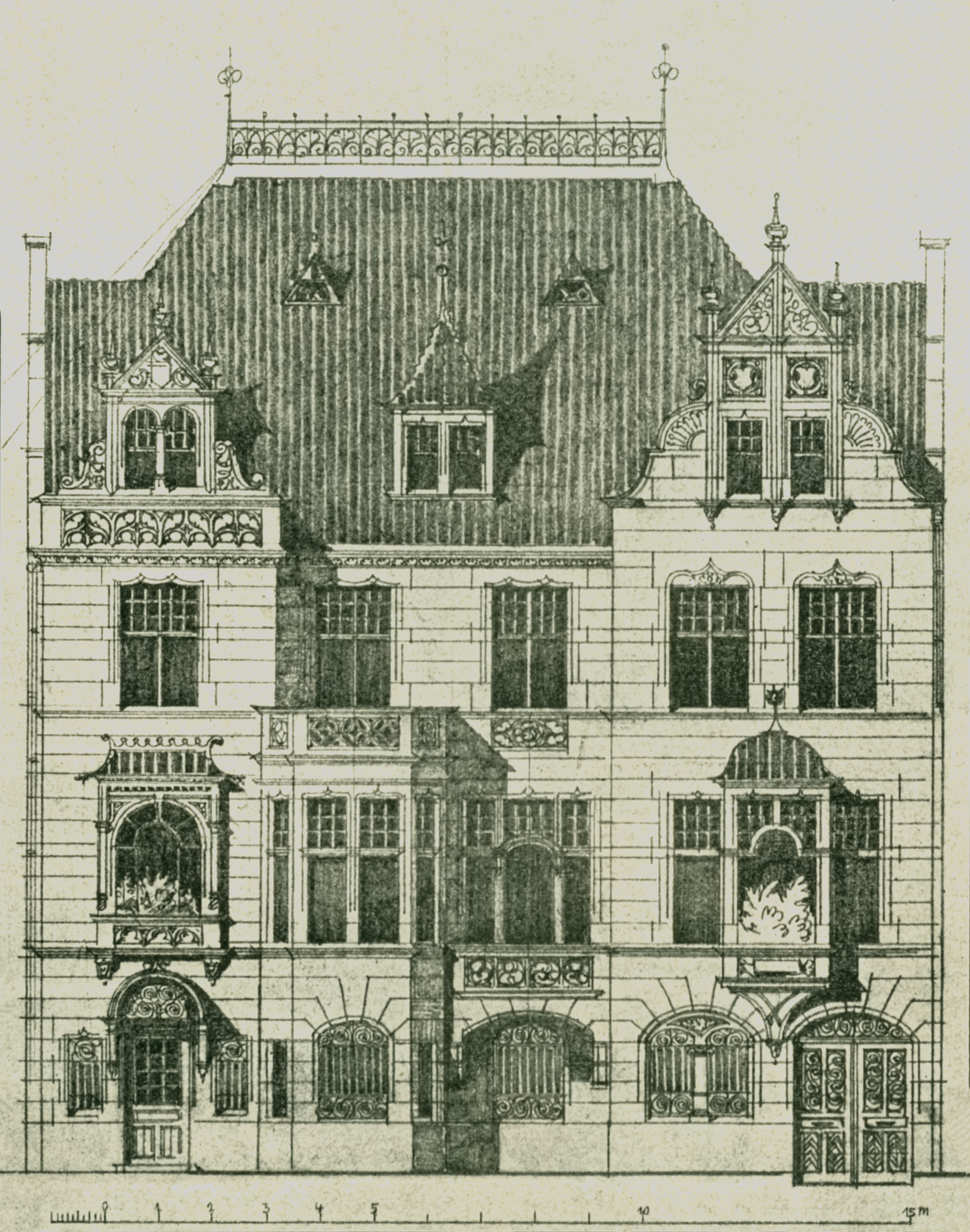
Straßenfassade
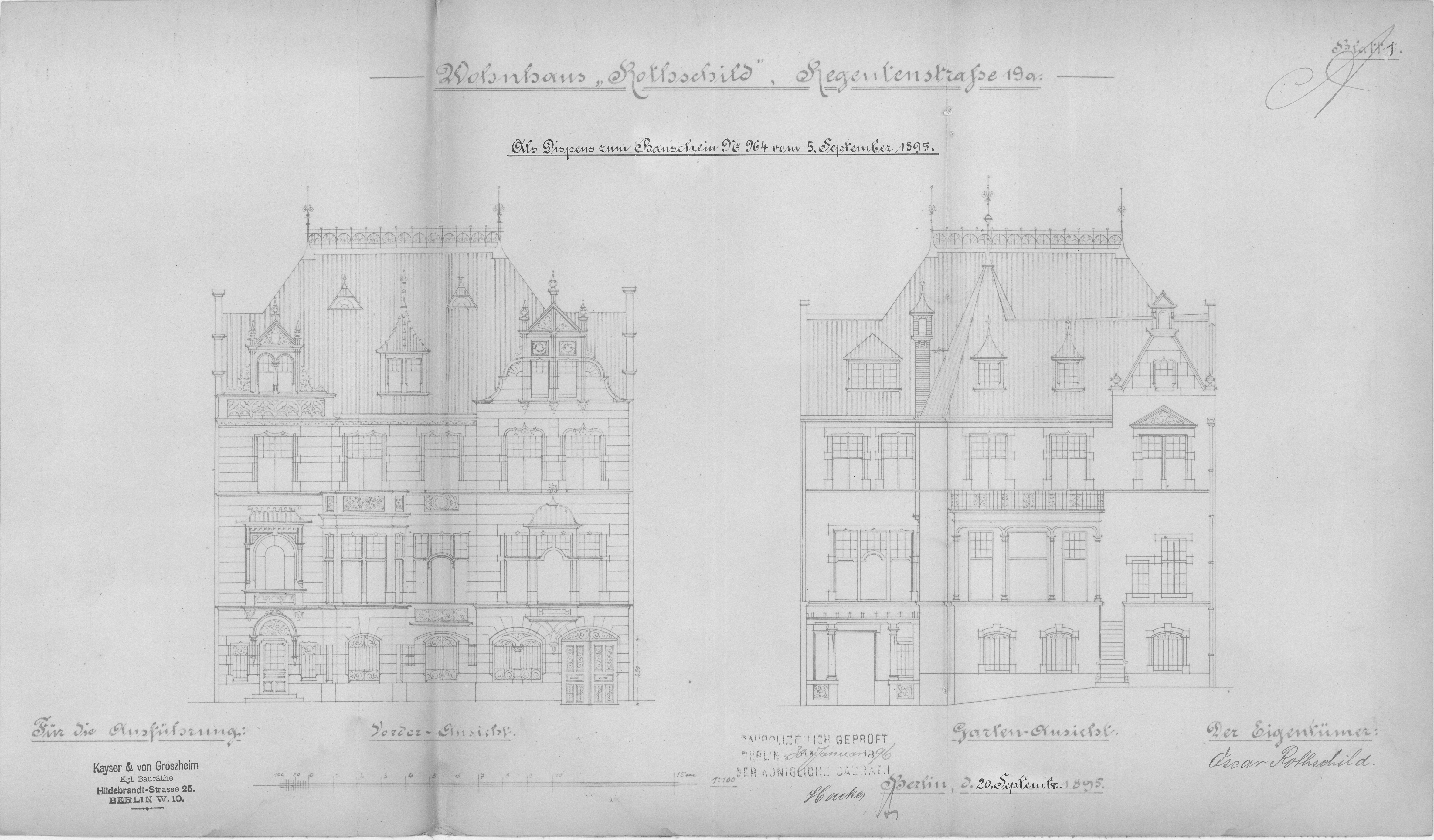
Straßen- und Gartenfassade
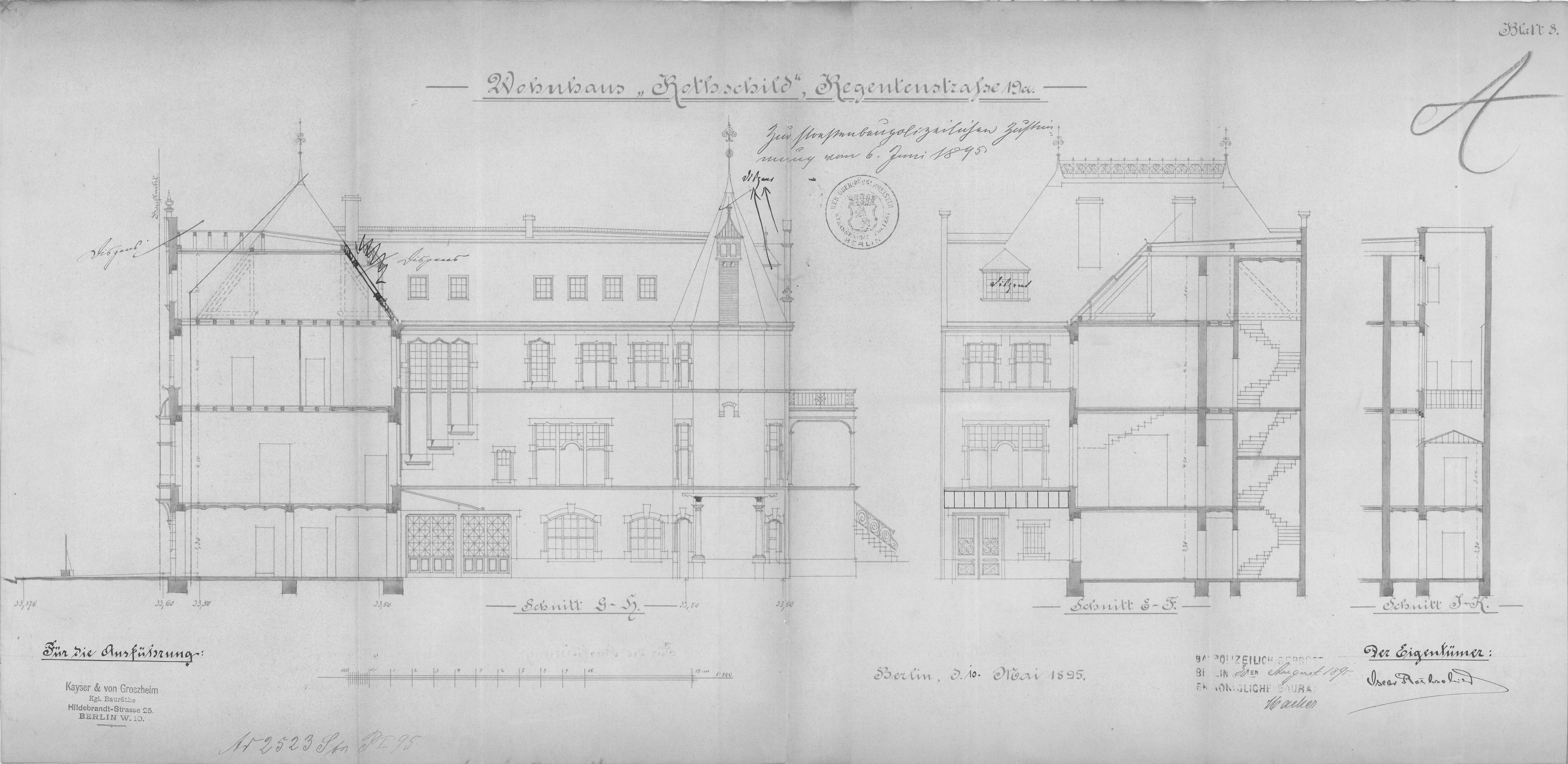
Schnitte mit Hoffassaden

## Umbau durch Otto Eysler
1909 verkaufte das Ehepaar Rothschild die Villa an Otto Eysler (1861–1927), Inhaber des Verlages Dr. Eysler & Co. Bereits in diesem Jahr fanden erste Umbauarbeiten für den neuen Besitzer statt, aber das Berliner Adressbuch verzeichnet die Rothschilds erst ab dem 1. April 1910 an der neuen Adresse am Lützowufer 33. Mit dem umfassenden Umbau beauftragte Otto Eysler das Architekturbüro Hart & Lesser, der durch Berichte in der Berliner Architekturwelt und in der Bauwelt dokumentiert ist. Dabei erhielt das Haus eine modernisierte Straßenfassade, die sich an französischen Formen inspirierte. Sie vereinfachten die bisherige Fassade mit ihren zahlreichen Vor- und Rücksprüngen, indem sie die Seitenrisalite eliminierten und den bestehenden Vorbau auf die volle Breite der Gesellschaftsräume erweiterten. Diesen neu abgerundeten Vorbau bekrönte im zweiten Obergeschoss ein Balkon. Ein größerer Giebel in der Hauptachse ersetzte die bisherigen Giebel der Seitenrisalite.
Auch die Erschließung veränderten Hart & Lesser. Dabei verlegten sie die bisher im hinteren Teil des Vorderhauses gelegene Treppe zum ersten Obergeschoss in den westlichen Lichthof an der nördlichen Grundstücksgrenze. Der Lichthof war vor dem Umbau im Erdgeschoss mit einem Warteraum und im ersten Obergeschoss zugebaut mit einer Garderobe und einem Abort und wies erst ab dem zweiten Obergeschoss die volle Größe aus. Mit dem Abbruch dieser Einbauten schufen die Architekten Platz für eine neue Treppe, die durch den Lichthof gut von oben beleuchtet war. Mit dieser Maßnahme entfiel auch die Notwendigkeit, das Damenzimmer über das Niveau der übrigen Gesellschaftsräume anzuheben. Zudem konnte es auf die gleiche Tiefe wie der anliegende Salon verlängert werden. In der Fassade äußerte sich der Umbau darin, dass nun das Fenster des Damensalons die gleiche Brüstungshöhe wie die übrigen Räume aufwies. Die veränderte Erschließung hatte auch Auswirkungen auf die Nebenräume. Ein neuer Abort am zweiten Lichthof ersetze den abgebrochenen und die bisher am zweiten Lichthof gelegene Anrichte erhielt einen neuen, großzügigeren Ort neben dem Saal. Erschlossen wurden diese Räume durch einen Korridor entlang der Gesellschaftsräume.
Auf der Gartenseite vergrößerten sich die Gesellschaftsräume durch einen Anbau am Speisesaal, der die bisherige Form mit den abgeschrägten Ecken aufnahm. Den ehemaligen Speisesaal unterteilten sie neu in ein Speisezimmer und in einen Saal. Dieser Erweiterung fielen das Blumenhaus, die Gartenhalle und der Zugang zum Garten zum Opfer. Eine neue Terrasse mit Treppe an der Grundstücksgrenze erschloss den Garten.
Die Veränderungen im ersten Obergeschoss erforderten auch Anpassungen im zweiten Obergeschoss. Die Verlängerung des Gebäudes gegen den Garten erlaubte eine neue Anordnung und Vergrößerung der Kinderzimmer. Für die beiden Töchter Ellen Lucy und Helga Sylvia genügten zwei Kinderzimmer, das dritte wurde in ein Frühstückszimmer umgewandelt. Das Schlafzimmer der Eltern gegen die Straßenseite profitierte durch den neuen Vorbau von einem größeren Balkon und ein zusätzliches Badezimmer anstelle der Pelzkammer vergrößerte den Komfort. Eine weitere Verbindungstreppe im Vorderhaus erschloss das Dachgeschoss.

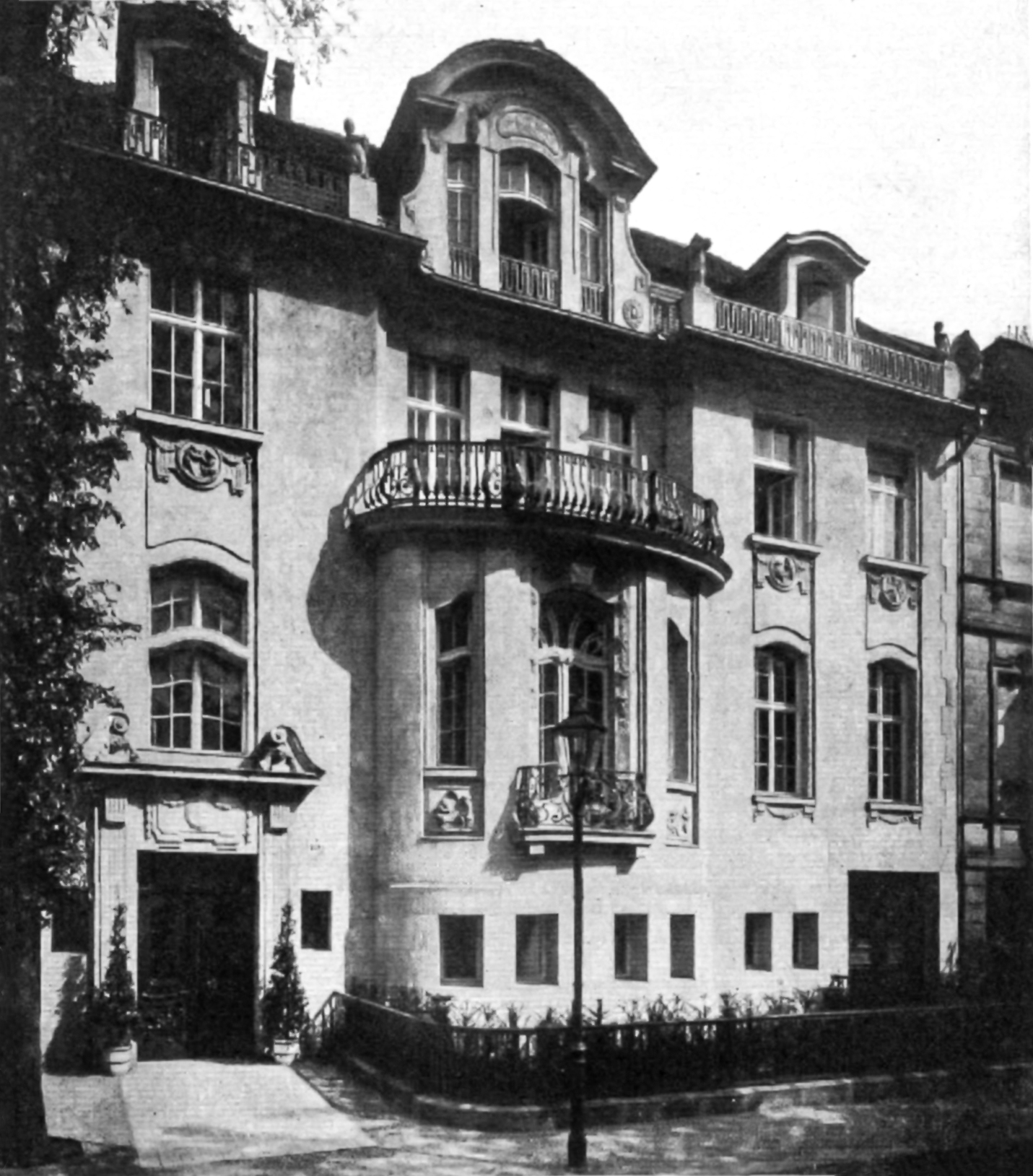
Neue Straßenfassade
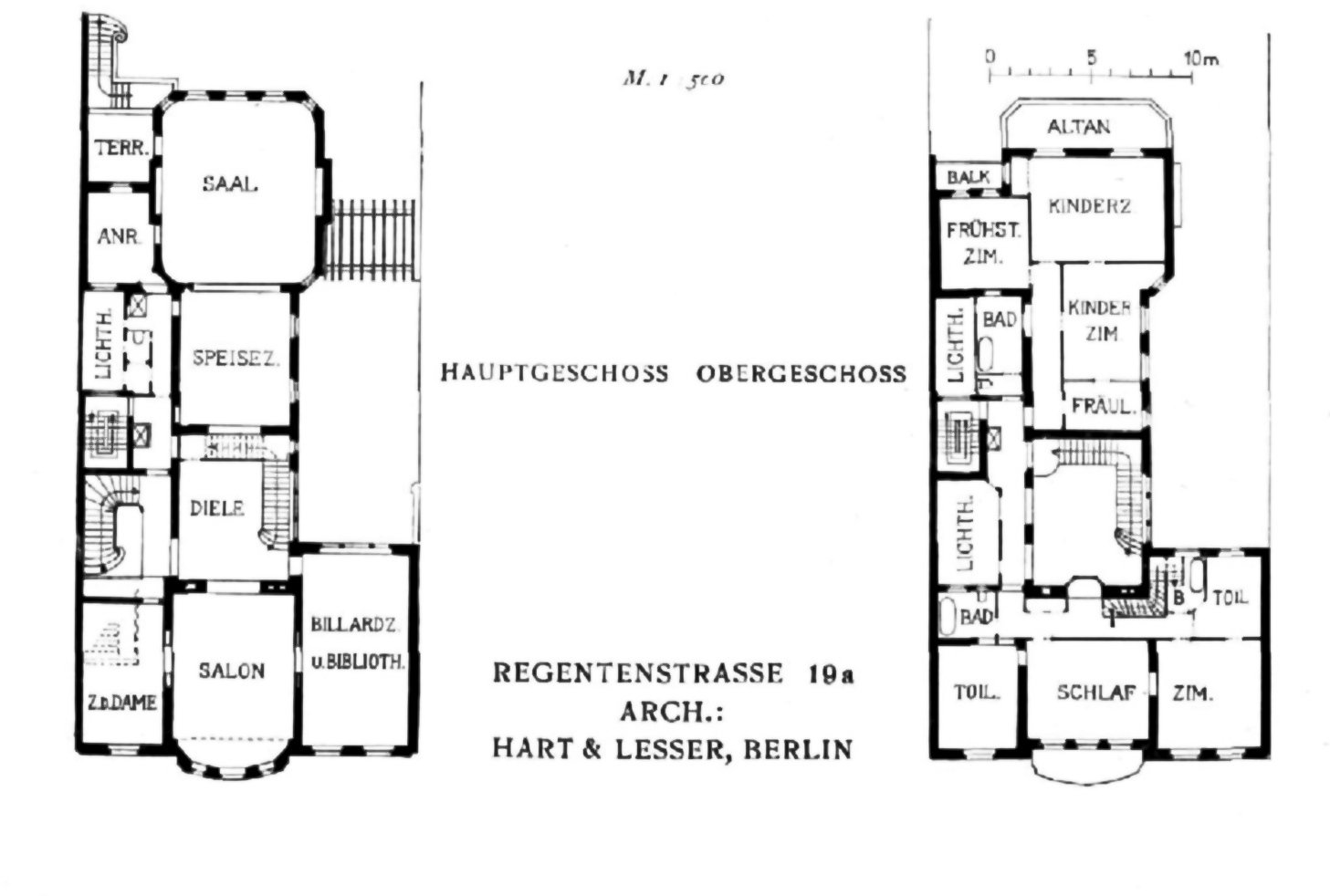
Grundrisse
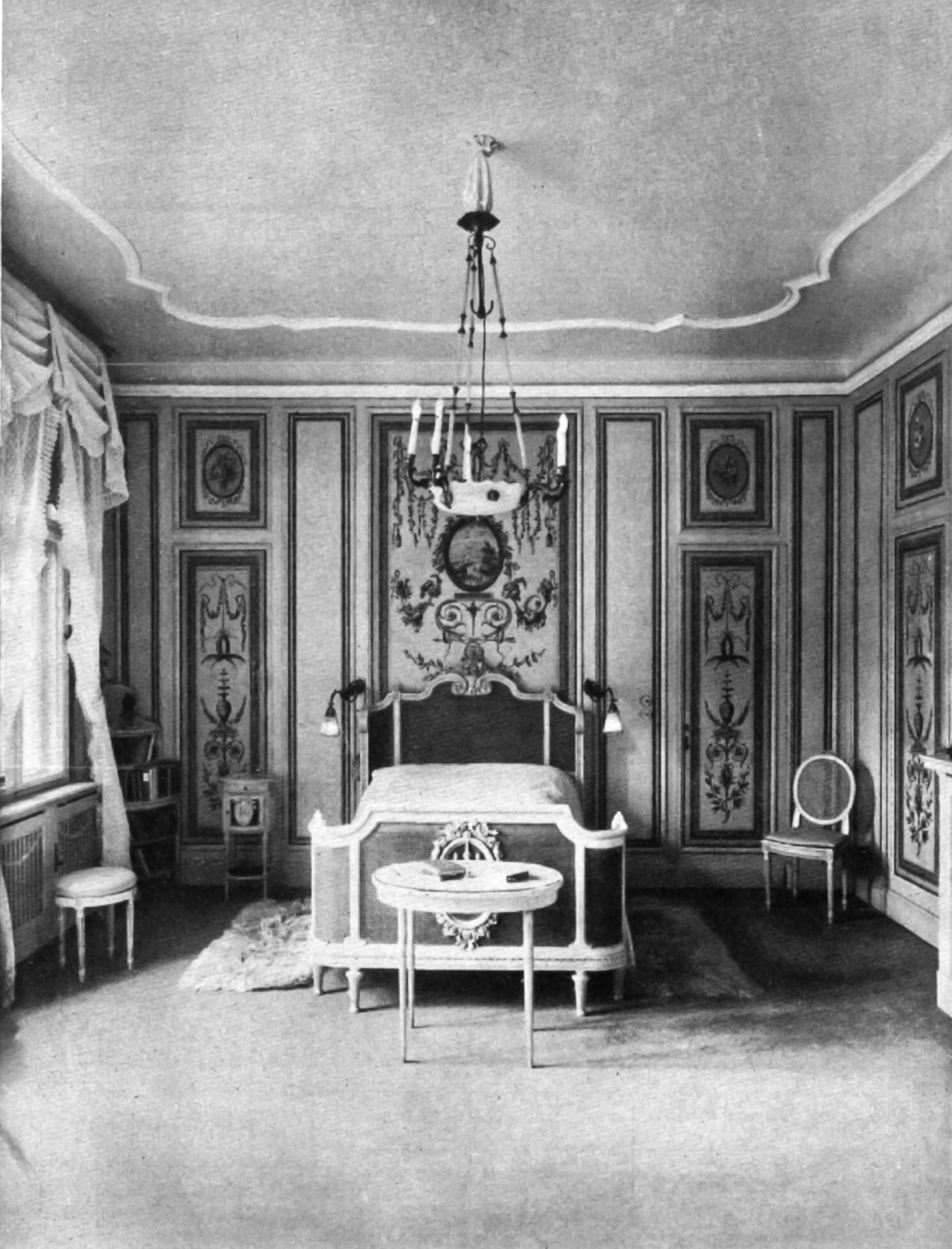
Schlafzimmer
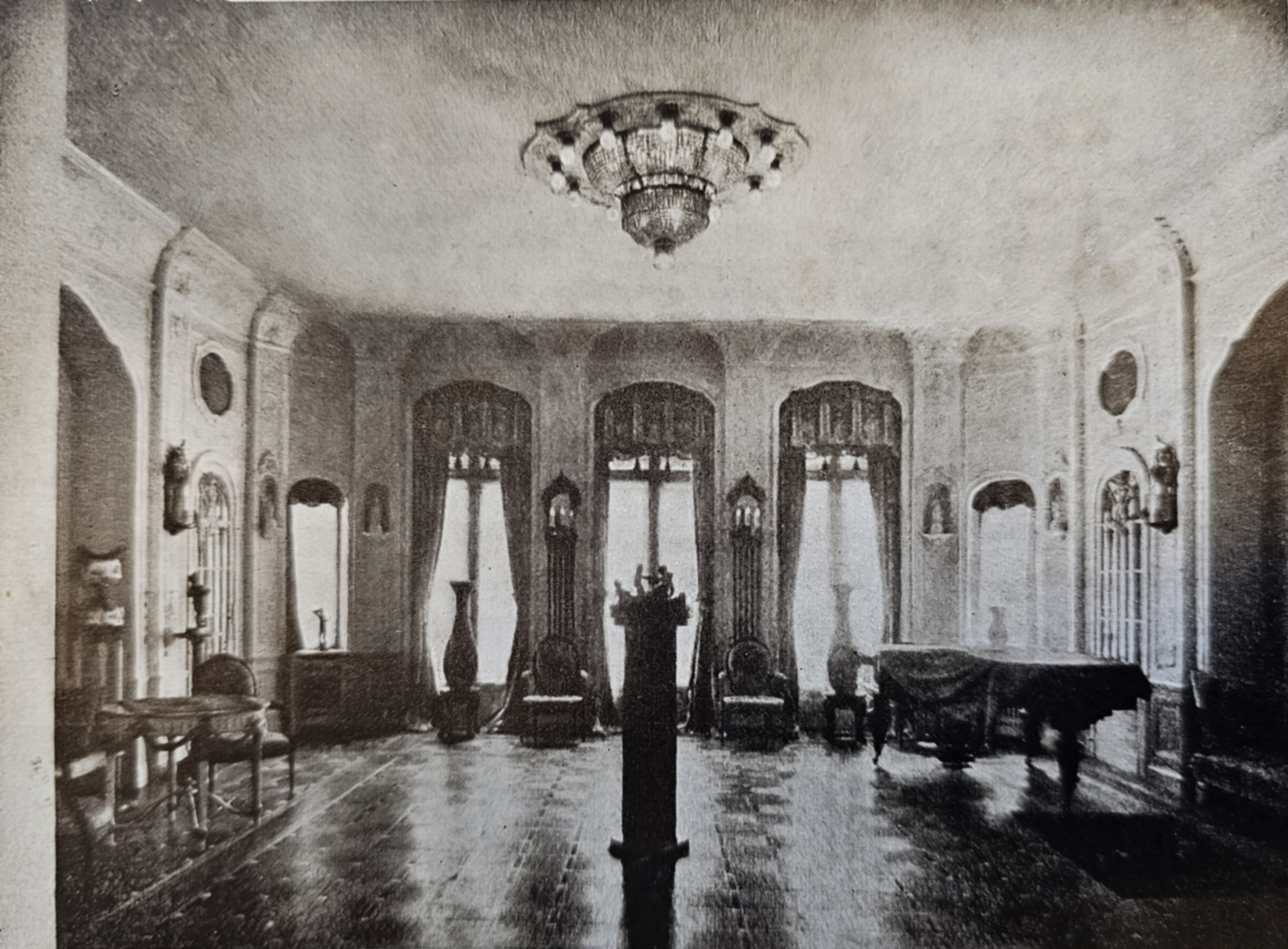
Saal
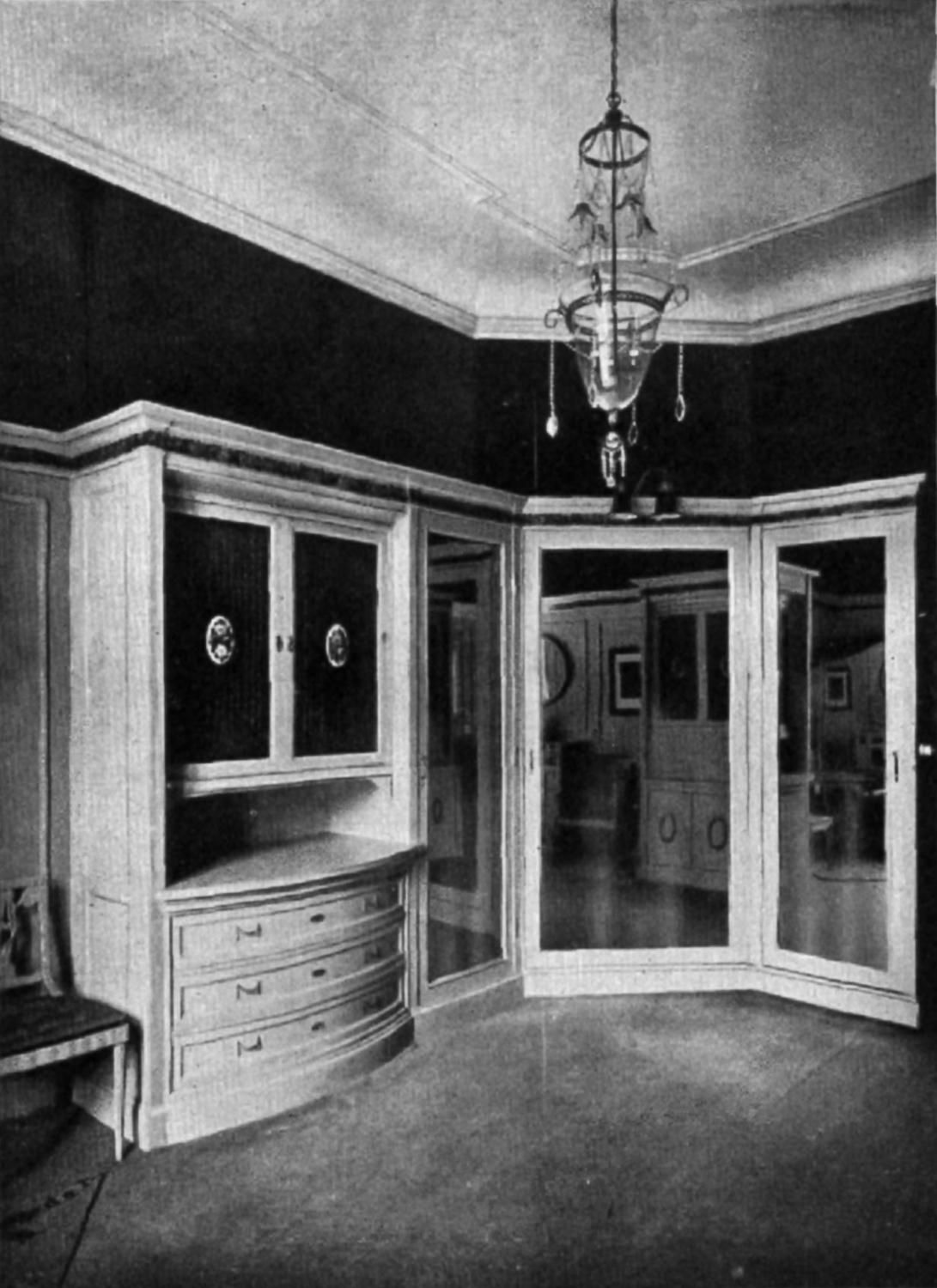
Gesellschaftsraum, vermutlich Speisezimmer
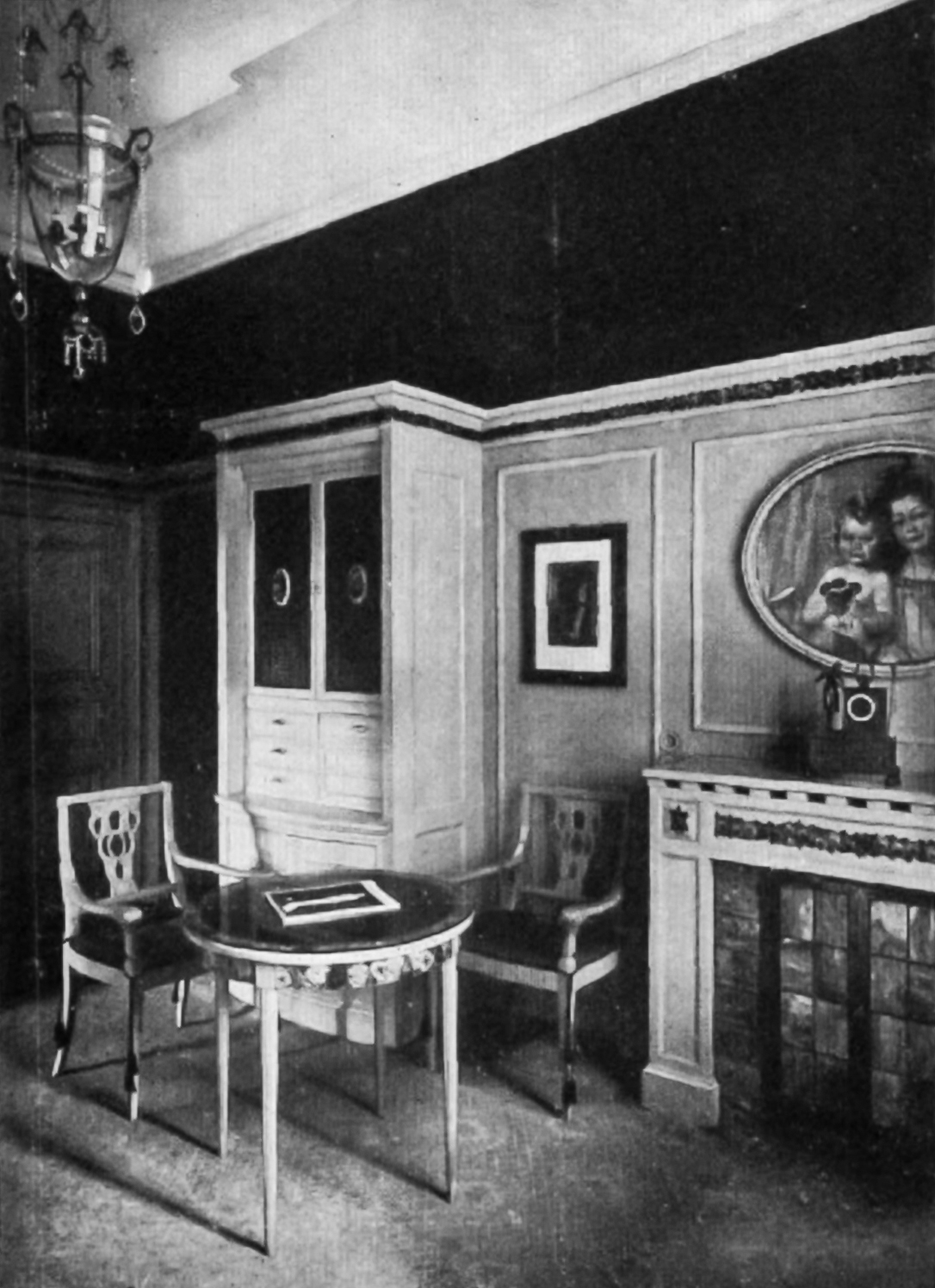
Gesellschaftsraum, vermutlich Speisezimmer
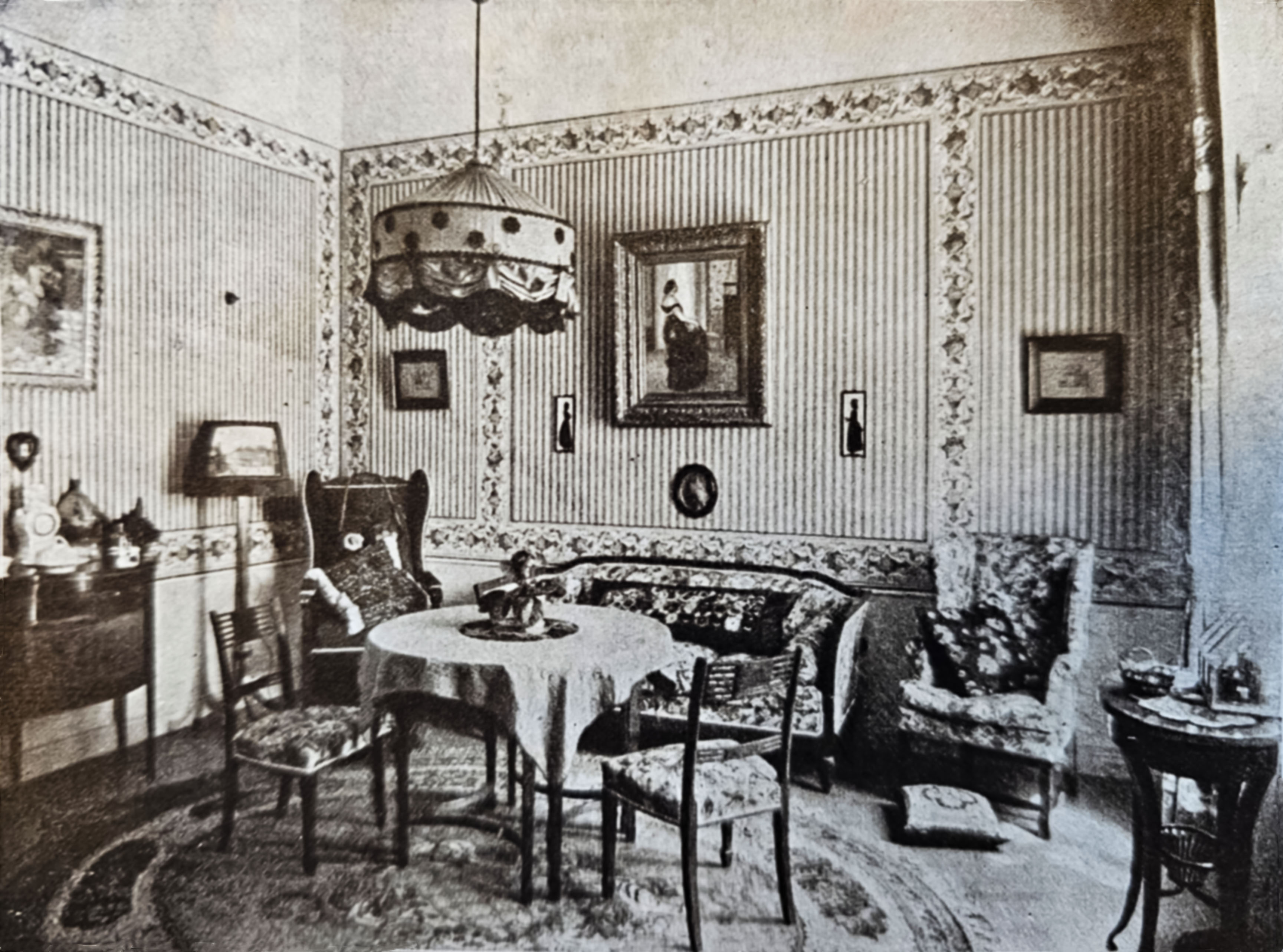
Wohnzimmer

## Hanseatische Gesandtschaft und Residenz des tschechoslowakischen Botschafters
Ende 1915 ließen sich Elsa und Otte Eysler scheiden und verkauften 1916 das Haus an Karl Sieveking. Otto Eysler zog an die Bendlerstraße 4 in eine durch Ferdinand Götz eingerichtete Wohnung, deren Aussehen durch Fotografien von Waldemar Titzenthaler in der Zeitschrift Die Dame überliefert ist. Karl Sieveking in seiner Funktion als hanseatischer Gesandter in Preußen richtete in der Villa seine Wohnung und die Kanzlei der hanseatischen Gesandtschaft ein.
Die Neuordnung der Beziehungen zwischen den deutschen Ländern in der Weimarer Verfassung von 1919 führte zur Auflösung der Hanseatischen Gesandtschaft am 30. Juni 1920. Karl Sieveking trat in den Ruhestand und wollte die Liegenschaft verkaufen. Einen Käufer fand er in der 1920 nach dem Ersten Weltkrieg neu entstandenen Tschechoslowakischen Republik, die auf der Suche nach Gebäuden für die Botschaft und die Residenz des Botschafters war. Das tschechoslowakische Außenministerium hatte dafür den Architekten Jan Kotěra nach Berlin entsandt und mit einem Gutachten beauftragt. Aufgrund der Empfehlung stimmte der Ministerrat am 27. Februar 1920 dem Kauf der Regentenstraße 19a als Residenz des Botschafters zu und schickte Kotěra erneut nach Berlin, um bei den Kaufverhandlungen zu helfen. Am 10. März 1920 erwarb die Tschechoslowakischen Republik für 2,25 Mio. Reichsmark. Der Kaufpreis setzte sich zusammen aus 1 Mio. Reichsmark für das Gebäude und 1,25 Mio. Reichsmark für das Inventar. Die Übernahme des Gebäudes erfolgte am 1. Juni 1920. Es diente nicht nur als Residenz des Botschafters, sondern auch als Wohnhaus für Angestellte und Beamte der Tschechoslowakischen Gesandtschaft an der Rauchstraße 27.
Bereits seit 1928 beschäftigte sich der tschechische Architekt Alois Mazera mit einem Umbauprojekt für die Residenz des Botschafters. Konnte Otto Eysler bei seinem Umbau vor dem Ersten Weltkrieg Haus und Fassade noch neu gestalten, verbot die Baupolizei beim anstehenden Umbau 1932 Veränderungen an der Fassade wegen des ästhetischen Gesamteindrucks der Regentenstraße. So musste sich Mazera auf eine Neuorganisation der Räume zur besseren Trennung der öffentlichen Funktionen und der privaten Wohnung des Botschafters und auf eine allgemeine Erneuerung der Räume im modernistischen Stil beschränken. Die Umbauarbeiten starteten Ende Februar 1932 im zweiten Obergeschoss mit der Botschafterwohnung. Am 24. Oktober 1932 konnte der Botschafter Vojtěch Mastný die umgebaute Wohnung beziehen und der Umbau setzte sich in den unteren Etagen fort.
Im Erdgeschoss verbesserte Mazera die Infrastruktur mit einer erneuerten Küche, Speisesaal und Umkleidekabinen für das Personal. Eine Marmortreppe mit Metallgeländer ersetze die Holztreppe vom Vestibül ins Hauptgeschoss. Passend dazu erhielten auch Wände und Böden von Vestibül und Treppenbaus eine Marmorverkleidung. Das Treppenhaus schmückte ein Relief aus Mergel mit der Darstellung des großen Staatswappens der Tschechoslowakei, ausgeführt vom Bildhauers Karel Štipl mit dem Wahlspruch PRAVDA VITEZI – Die Wahrheit gewinnt.
Im Hauptgeschoss entfernte Mazera die durch zwei Geschosse reichende Diele mit der Treppe als Verbindung zum zweiten Obergeschoss durch den Einzug einer neuen Decke. Dadurch konnte er alle Gesellschaftsräume des Hauptgeschosses zu einer Raumflucht verbinden, lediglich getrennt durch Schiebetüren. Die Wände der Gesellschaftsräume erhielten einen Bezug mit abwaschbaren Tapeten, nachdem bis zu vier Schichten alte Stofftapeten entfernt wurden. Das Unternehmen Heilmann & Littmann, das die Umbauarbeiten ausführte, hatte auch mit zahlreichen Installationsresten früherer Umbauten zu kämpfen, mit denen das Mauerwerk durchdrungen war. Der Maler und Grafiker Jaromír Stretti-Zamponi möblierte die Räume. Die eher konservative Einrichtung, darunter antike Barockstühle, -tische und -spiegel sowie Stilmöbel, kontrastierte mit der modernen Gestaltung der Residenz. Sie sollte die Tschechoslowakei als zuverlässigen Partner mit langer Kulturtradition darstellen.

## Drohender Abriss und Zerstörung im Zweiten Weltkrieg
Das Amtsblatt der Stadt Berlin publizierte am 5. November 1935 die Umbenennung der Regentenstraße in Großadmiral-Prinz-Heinrich-Straße, dabei erhielt das Haus neu die Nummer 11. Dies war erst der Anfang der durch die Nationalsozialisten geplanten städtebaulichen Umgestaltung Berlins zur Welthauptstadt Germania. Das Gesetz über die Neugestaltung deutscher Städte vom 4. Oktober 1937 und die Verordnung zur Neugestaltung der Reichshauptstadt Berlin vom 5. November 1937 bildeten die juristische Grundlage dazu. Die darauf basierende Dreizehnte Anordnung zur Neugestaltung der Reichshauptstadt Berlin definierte im östlichen Tiergartenviertel einen von der Umgestaltung betroffenen Bereich im Sinne von Paragraph 1 Absatz 2 dieses Gesetzes. Nach Abbruch der bestehenden Gebäude sollte hier der von Wilhelm Kreis entworfene Gebäudekomplex für das Oberkommando des Heeres entstehen. Die Eigentümer waren gezwungen, ihre Grundstücke – meist zu einem zu niedrigen Preis – dem Staat zu verkaufen. Für diplomatische Vertretungen waren Ersatzbauten im zum Diplomatenviertel deklarierten westlichen Tiergartenviertel vorgesehen. An der nahegelegenen Rauchstraße 22 sollte dieser Ersatzbau für die Tschechoslowakischen Gesandtschaft entstehen. Der Abbruch des Vorgängergebäudes erfolgte im August 1938 aber zum Zeitpunkt der der Zerschlagung der Tschechoslowakei am 15. März 1939 war von der neuen Botschaft erst das Kellergeschoss fertiggestellt.
Der aus der Zerschlagung der Tschechoslowakei hervorgegangene Slowakischer Staat übernahm das Gebäude als provisorische Slowakische Botschaft in Berlin und wartete auf den ursprünglich für die Tschechoslowakei vorgesehenen Ersatzbau an der Rauchstraße. Der Beginn des Zweiten Weltkriegs im September 1939 stoppte die Arbeiten für das Oberkommando des Heeres und den drohenden Abriss. Gegen Ende des Krieges zerstörten Bomben das Gebäude.
Das Grundstück, seit 1945 mit der Adresse Hitzigallee 11, kam erneut in den Besitz der Tschechoslowakei, die es am 22. Juni 1963 für 89.335 Deutsche Mark dem Land Berlin verkaufte. Heute ist es mit seinen Nachbarparzellen und der eingezogenen nördlichen Regentenstraße bebaut mit der 1998 eröffneten Gemäldegalerie.